# Copsychus stricklandii
Copsychus stricklandii és una espècie d'ocell de la família dels muscicàpids (Muscicapidae) endèmic del nord-est de l'illa de Borneo.
El nom específic fa referència al geòleg, naturalista i ornitòleg Hugh Edwin Strickland (1811-1853).
Se'n consideren dos sub-espècies:
- C. s. stricklandii – nord-est de Borneo, incloent l'illa Banggi
- C. s. barbouri – illes Derawan

A la Classificació del Congrés Ornitològic Internacional (versió 11.2, 2021) se'l considera com una espècie pròpia, pertanyent al gènere Copsychus. Tanmateix, el Handook of the Birds of the World i la quarta versió de la BirdLife International Checklist of the birds of the world (desembre 2019) se'l classifica dins del gènere Kittacincla, com un grup de sub-espècies del shama de carpó blanc (Kittacincla malabarica)